# Ahmed Rami
Ahmed Rami (Zentralatlas-Tamazight ⴰⵃⵎⴷ ⵔⴰⵎⵉ Aḥmed Rami; * 18. Dezember 1946 in Tafraoute, Marokko) ist ein  schwedischer Publizist marokkanischer Herkunft. Er ist der Gründer des ehemaligen Radiosenders Radio Islam, der als Website weiterbetrieben wird.

## Leben
Ahmed Rami war bis 1972 Offizier der marokkanischen Armee. Nach seiner Teilnahme am gescheiterten Putschversuch republikanischer Offiziere um General Mohammed Oufkir gegen König Hassan II. im August 1972 flüchtete er aus Marokko und lebt seit 1973 in Schweden im politischen Asyl. Nach Recherchen der Tageszeitung Expressen waren von Rami im Asylverfahren gemachte Angaben falsch, zudem wurden seine finanziellen Sponsoren öffentlich gemacht. Laut Expressen handelt es sich dabei um den Iran und mehrere arabische Botschaften. Ramis Klage gegen die Zeitung wurde im Mai 1993 abgewiesen. 1990 wurde er erstmals wegen der Verbreitung rassistischen und antisemitischen Gedankenguts verurteilt.
Ein Zitat Ramis, das in einer Sendung des Hisbollah-nahen Fernsehsenders Al-Manar ausgestrahlt wurde, dokumentiert seine Geisteshaltung: „Aufruf an die französischen Muslime: Wählt Le Pen!. .. Frankreich wird nicht von echten Franzosen geführt, sondern von den Lakaien der zionistischen Internationale, die die Wirtschaft kontrollieren... Le Pen handelt, um die Mächte des Bösen zu liquidieren, die Frankreich versklaven wollen, so wie sie Palästina und zahlreiche andere Nationen versklavt haben, wie die Vereinigten Staaten, Deutschland, Österreich, die Schweiz, und den Vatikan. ..“ 

## Aktivitäten
Mit „Radio Islam“ betreibt Rami seit 1987 in Schweden die Zusammenarbeit von Rechtsextremisten und Islamisten. Er wurde mehrfach wegen Volksverhetzung verurteilt und 1990 mit dem Entzug seiner Rundfunklizenz für ein Jahr bestraft. 1991 war er in München Teilnehmer am revisionistischen Kongress „Wahrheit macht frei“, in Großbritannien nahm er an einem von David Irving organisierten revisionistischen Forum teil. Sein Buch Die Macht der Zionisten veröffentlichte er 1994. Übersetzt wurde es vom Schweizer Holocaustleugner Jürgen Graf.
Seit 1996 betreibt er seine Internetseite, auf der revisionistisches Gedankengut verbreitet und auch zu den Internetseiten der Hisbollah und Hamas verlinkt wird. Nachdem er 2000 erneut wegen Volksverhetzung verurteilt worden war, war seine Internetseite länger nicht mehr zu erreichen.
Bei einem von Oleg Platonow organisierten internationalen Treffen von Holocaustleugnern im Januar 2002 in Moskau trat Rami als Referent auf. In Vichy nahm er im Dezember 2003 an der Gründungsveranstaltung des rechtsextremen „Vereins zur Rehabilitierung der wegen Bestreitens des Holocaust Verfolgten“ teil. 2014 nahm Rami an der revisionistischen und antizionistischen 2nd New Horizon Conference in Teheran teil.

## Bibliografie
- Vad är Israel? („Was ist Israel?“) (1988) ISBN 9197109401
- Ett liv för frihet („Ein Leben für die Freiheit“) (1989), autobiography ISBN 919710941X
- Israels makt i Sverige („Israels Macht in Schweden“) (1989) ISBN 9197109428
- Judisk häxprocess i Sverige („Jüdische Hexenjagd in Schweden“) (1990) ISBN 9197109444
- Tabubelagda tankar („Verbotene Gedanken“) (2005) ISBN 9197596612

## Einzelbelege
- Radio Islams website deutsche Sprachausgabe

1. ↑  Full Blog Entry. The MEMRI Blog, abgerufen am 21. August 2010.
2. ↑  Memri Tv. memritv.org, archiviert vom Original am 8. Juni 2007; abgerufen am 21. August 2010.
3. ↑  Thomas Grumke: „Solidarität ist eine Waffe.“ In: Bernd Wagner, Thomas Grumke (Hrsg.): Handbuch Rechtsradikalismus: Personen — Organisationen — Netzwerke vom Neonazismus bis in die Mitte der Gesellschaft. Springer VS, Wiesbaden 2013, ISBN 3-322-97559-2, S. 54
4. ↑  Christopher Egenberger: Die Protokolle der Weisen von Zion. Bundeszentrale für politische Bildung, 14. Oktober 2015
5. ↑  Stephan Grigat: Truther in Teheran. www.hagalil.com, 11. Oktober 2014